# تعليم إنساني
 التعليم الإنساني أو (التعلم الفردي) هو التعليم الذي يعتمد على إنجازات علم النفس الإنساني، ويعتبر أبراهام ماسلو وكارل روجر الأكثر شهرة بهذا المجال [مِن قِبَل مَن؟]
، يلقب كارل روجر ب علم النفس الإنساني فقد بذل جهودا عظيمة بتطبيق نتائج أبحاثه في علم النفس على التعليم الشخصي، مشيرا إلى ان المفاتيح الاساسية للمعلم المؤثر هو التعاطف والاهتمام بالطلاب والصدق، قام أيضا بتحرير كتب في مجال التعليم الإنساني في «دراسات السلسلة الشخصية» والتي تتضمن أيضاً كتب من تأليفه «حرية التعلّم» ونتعلم لنشعر ونشعر لنتعلم -التعليم الإنساني للبشرية جمعاء بواسطة هارولد سي.ليون جي آر، في عام 1970 أصبح «التعليم الإنساني» أقل شيوعا بعدما هاجمت جماعات المحافظين الدينيين كتابات هارولد ليون فقد قاموا بتسميته ومقاربته بالدراسات العلمانية واتهام كتاباته بأنها ضد الدين المسيحي، دعت المعضلة لقيام أسباي وليون وروجرز وآخرين بإعادة تسميته لاسم آخر «التلعيم ذو النزعة الإنسانية» بدلا من التعليم الإنساني وقد باءت هذه المحاولة بالنجاح، لكن هناك أيضا مجهود آخر بإعادة التسمية فقد قام التربويين الإنسانيين مثل رودلف شتاينر وماريا منتسوري، تقوم هذه المناهج بدراسة الإنسان من ناحية الذكاء وشعوره بالحياة والقدرات الإجتماعية والمهارات الفنية والعملية كلها مرتكزات مهمة لعملية النمو والتطور الإنساني، الهدف من هذه كله هو تعزيز تقدير الذات عند الأطفال وتعزيز قدرتهم على وضع أهداف ملائمة والسعي لأجلها، وتطوريهم لتحقيق الإستقلال الذاتي بشكل كامل. [بحاجة لمصدر]

## التاريخ
تمتد جذور التعليم الإنساني قديماً لفلاسفة النهضة الذين قدّروا أهمية دراسة العلوم الإنسانية؛ كقواعد اللغة والبلاغة والتاريخ والشعر وفلسفة الأخلاق والتي بنيت بالأصل على نماذج التعليم القديمة، أعتمد تطور تشجيعهم الإنسانيين على التعليم الاسكتلندي عندما تم تشريع قانون التعليم 1496

## نظريات التعلم

### حرية الإختيار أو التقييد
يضع المنهج الإنساني اهتمام كبير على مدى حرية اختيار الطلاب أو تقييدهم خلال عملية التعليم، على الطالب القيام بالاختيارات الفردية سواء اختيار النشاطات اليومية أو الاختيارات بخصوص خططته المستقبلية، يتيح لهم هذه التركيز على موضوع معين من اهتماماتهم وطول الفترة الزمنية التي يريدونها بشكل معقول، يعتقد الانسانيون أن الطلبة يجب تحفيز الطلاب وإدماجهم بالمادة التلعليمية التي يجب تعلمها ويحدث هذه فقط عندما يرغب ويود الطلاب نفسهم بدراسة الموضوع ومعرفته.

### المشاعر والإهتمام
يركز التعليم الإنساني على شعور الطلبة واهتمامهم وتأثيره على ذهنهم؛ فهم يعتقدون ان المزاج الطلبة العام ومشاعرهم قد يعيق عملية التعليم.

### المتعلم ككل (عاطفة وادراك)
يعتقد الإنسانيين أيضا ان المشاعر والمعرفة يشكلان معا البنية الأساسية لعملية التعلم فالمعلمين الإنسانيين لا يقوموا بفصل نطاق العاطفة عن الإدراك كالمعلم التقلدي، تنطلق هذه الفكرة من طبيعة المناهج الدراسية حيث أنها تحتوي على أنشطة ودروس تركز على مدى اوسع من مجرد اخد الدروس والملاحظات وحفظها عن ظهر قلب.

### التقييم الذاتي
يرى المعلمون الإنسانيون أن العلامات لا تعتبر تقييما بل التقييم الذاتي عند الطلبة هو أساس التقييم؛ لأن التقييم القائم على العلامات والدرجات يحفزهم للسعي ورائها وليس الرضا الجوهري، أيضا هم غير راضيين عن الاختبارات المتكررة لأنها تعلمهم الحفظ الغيبي بدلا من التعليم الهادف، بالإضافة لذلك هي لا تعد تغذية راجعة توضح مدى نجاح عملية التعليم للمعلم.

### دور المعلم في العملية التعليمية
على المعلم أو المحاضر أن يكون داعما لا ناقدا، متفهما لا مصدرا للأحكام، صادق لا متصنع، تكمن وظيفتهم في خلق بيئية تعليمية للطلاب وتوجيه الاسئلة المحفزة على التفكير التي تعمل تعزيز عملية التعلم.

### دراسات ميدانية حول لتعليم الإنساني
قام ديفد أسباي وفلورا روبوك باستحداث أكبر حقل دراسة على الإطلاق في 42 ولاية و 7 دول ومن فترة السبعينات حتى الثمانينيات، ممول من قبل المعهد الوطني للصحة العقلية، قامت الدراسات على الأطفال بعمر 12 وقد عنيت الدراسات بالتركيز على العموامل المحفزة على الإبداع والإنجاز وزيادة التفكير والتفاعل عند الطلبة والعوامل التي تقلل العنف عند الطلبة واخيرا رضى عن العملية التعليمية عنذ المعلم والمتعلم، تؤكد نتائج البحث هذه نظرية كارل روجر التي تنص على ان المعلمين الماجحين هم العاطفيين والذين يقدرون ويكافئون الطلاب وهم أيضا مثال للصدق في الحصص الصفية.
```
في عام 2010 قام البروفيسور جيفري كورنيليوس وايت وآدم هربو بتحاليل شمولية حول التعليم الشخصي وتتضمن التحاليل التي قامو بها أفضل دراسات اقيمت منذ 1984 والتي تختص بالتعليم الإنساني، قام توش وليون وروجرز بنشر كتاب بعنوان 
[
6
]
 " لكي تصبح معلما ناجحا- فلسفة وعلم نفس التعليم مرتكز شخصيا"، " في عام 2013، وكتاب آخر " محاورات كارل روجر وهارولد ليون " يتضمن الكتابات اخر أعمال روجر التي لم تنشر بعد ',
[
7
]
، وتوثيق نتائج أبحاث لاربعة دراسات مستقلة تختص بهذه المجال وى لتي تحتوي أكبر قدر من المعلومات المجموعة حتى الآن بهذه المجال.
```

### البيئة التعليمية
```
البيئة المدرسية التي تتبنى أسلوب وممارسات التعليم الإنساني تختلف عن البيئة المحيطة بالمدارس التقليدية؛ السبب في ذلك كونها تحتوي تعليم داخل مبنى المدرسة وخارجه المكان الذي يقضي به الطلاب جل وقت تعليمهم، تحتوي البيئة المدرسية الداخلية العديد من الاشياء كالطاولات والكراسي العادية والكراسي الكيسية المحشوة حيث تستخدم للاسترخاء أثناء القراءة، أيضا رفوف كتب مطابخ وأماكن خاصة بعزل بها الطلاب أنفسهم ومنشورات حائطية ذات طابع فني وملون، ومن الممكن وجود بيوت الشجر ومطابخ خارجية وصناديق الرمل وادوات اللعب ووعناصر طبيعية وأماكن رياضية لممارسة العديد من الانشطة الخ. يتم إختيار النشاطات والرياضات من قبل الطالب نفسه حسب ميوله ورغبته الحرة.
```

## حركات متعلقة بالمجال
قامت بعض حركات المدارس المعاصرة بدمج مفهوم علم النفس الإنساني ووضعه في سياق أكثر شمولية وكلية، من ضمن هذه المدارس مدرسة والدورف ومدرسة منتسوري وريغيوو المدارس الانسانية الحديثة ونشأت أفكارها بشكل مستقل عن أفكار الإنسانيين، بعضهم قام بعزل المفاهيم الروحية عن منهج الإنسانيين التقليدي.